# Erich Boehringer

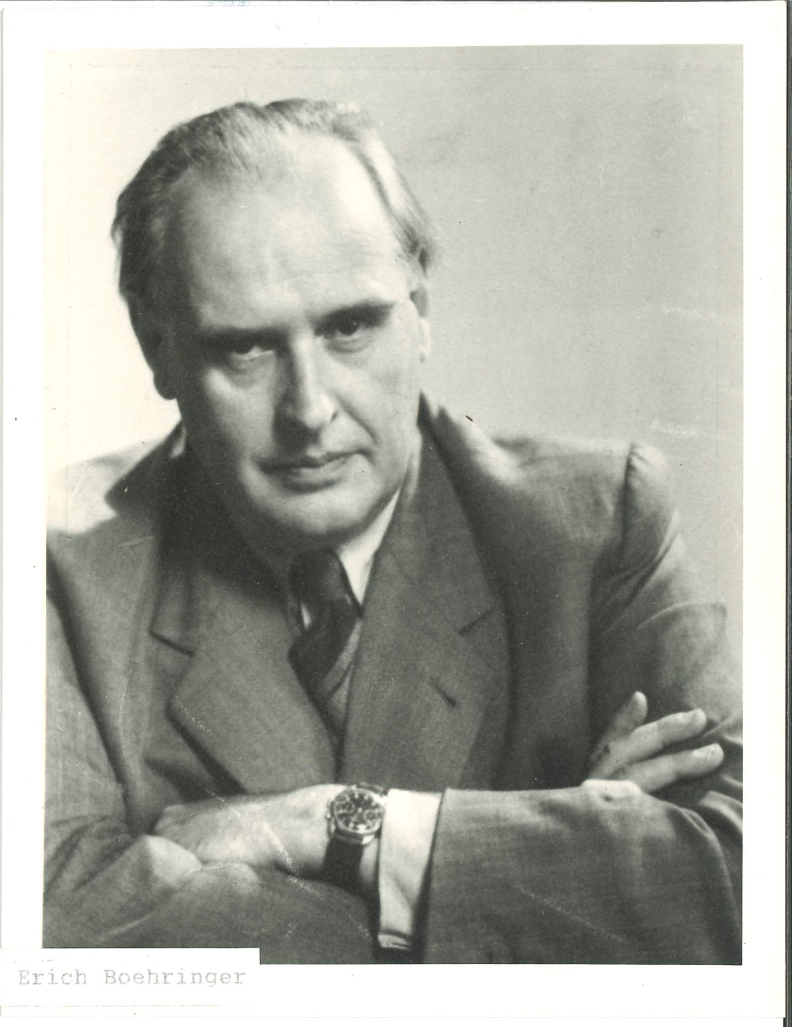
Erich Boehringer

Erich Max Boehringer (* 10. August 1897 in Hamburg; † 3. April 1971 ebenda) war ein deutscher Klassischer Archäologe und Numismatiker.

## Leben und Wirken
Boehringer stammt aus einer großbürgerlichen Familie, sein Vater war Chemiker und betrieb eine Chemiefabrik in Hamburg. Er war der Bruder des Industriellen, Privatgelehrten und Schriftstellers Robert Boehringer.
Boehringer wuchs in Basel auf und nach dem Besuch des dortigen Gymnasiums meldete er sich 1914 freiwillig zum Kriegsdienst. Wegen Auszeichnung vor dem Feind wurde er bereits 1915 zum Leutnant befördert. Er war Vorbild für Stefan Georges Gedicht Einem jungen Führer im Ersten Weltkrieg. George, den Boehringer 1917 kennenlernte, beeinflusste ihn stark. Nach dem im Juli 1919 in Lörrach abgelegten Abitur studierte Boehringer Klassische Archäologie, Alte Geschichte und Griechisch in Freiburg i. Br., Würzburg, Basel und Berlin. Beeinflusst durch Kurt Regling schrieb er seine Dissertation bei Heinrich Bulle in Würzburg über die Münzen von Syrakus, die in der Anwendung der stempelvergleichenden Methode richtungweisend für die antike Numismatik wurde.
Nach der Promotion 1925 war Boehringer ein Jahr als Hilfsassistent am Deutschen Archäologischen Institut (DAI) in Rom tätig, bevor er 1926/27 das Reisestipendium des DAI erhielt. 1927–29 arbeitete er wieder als Assistent am DAI in Rom, beteiligte sich 1929–30 an Forschungen in Sizilien und war 1930–31 als wissenschaftlicher Hilfsarbeiter an der Berliner Antikensammlung angestellt. Bereits seit dem Reisestipendium nahm er an den Grabungen in Pergamon unter Leitung von Theodor Wiegand teil, den er zeitweise als Grabungsleiter vertrat. Ergebnisse seiner Arbeit in Pergamon waren die beiden Bände über das Temenos für den Herrscherkult und die Arsenale von Pergamon.
1932 habilitierte sich Boehringer in Greifswald, wurde von 1934 bis 1938 Vertreter des Ordinarius für Klassische Archäologie in Greifswald, danach Extraordinarius und 1942 schließlich Ordinarius.
Zum 1. Mai 1937 war er der NSDAP beigetreten (Mitgliedsnummer 5.787.333). Während des Zweiten Weltkrieges war er von März 1940 bis April 1943 als Kulturattaché an der deutschen Gesandtschaft in Athen tätig. Der Kriegsausgang vertrieb ihn aus Greifswald und er war für die Evakuierung der Universität zuständig. Über seine Entnazifizierung ist nichts bekannt.
Boehringer ging nach Göttingen, wo er 1946 an der Georg-August-Universität einen Lehrauftrag für „klassische Archäologie, Ausgrabungswesen, antike Ikonographie und Numismatik“ erhielt. Daneben war er 1945–48 ehrenamtlich Geschäftsführer des „Akademischen Hilfswerks der Universität Göttingen“ und gründete mit Unterstützung der britischen Militärregierung das erste Göttinger Studentenwohnheim der Nachkriegszeit, die 1946–53 erbaute „Akademische Burse“.
Im April 1954 wurde Boehringer Präsident des Deutschen Archäologischen Instituts in Berlin, an dessen Wiederaufbau er maßgeblich beteiligt war. Daneben lehrte er als Honorarprofessor für Klassische Archäologie an der Freien Universität Berlin. 1957 nahm Boehringer die Ausgrabungen in Pergamon wieder auf. 1960 ging er vorzeitig in Pension, um sich ganz der wissenschaftlichen Arbeit, insbesondere den Grabungen in Pergamon widmen zu können.
Zudem engagierte er sich in der Baden-Württembergischen FDP/DVP, für die er 1961 vergeblich zum Deutschen Bundestag kandidierte. 1956 war er als Kultusminister von Niedersachsen in Aussicht genommen, er nahm das Amt aber letztlich nicht an.
Sein Sohn ist der Klassische Archäologe und Numismatiker Christof Boehringer.

## Schriften (Auswahl)
- Die Münzen von Syrakus. 2 Bände. de Gruyter, Berlin u. a. 1929.
- Der Caesar von Acireale. Kohlhammer, Stuttgart 1933.
- mit Friedrich Krauss: Das Temenos für den Herrscherkult (= Altertümer von Pergamon. Band 9). de Gruyter, Berlin u. a. 1937.
- mit Ákos von Szalay: Die hellenistischen Arsenale (= Altertümer von Pergamon. Band 10). de Gruyter, Berlin u. a. 1937.
- mit Robert Boehringer: Homer. Bildnisse und Nachweise. Band 1[5]: Rundwerke. Hirt, Breslau 1939.